# 보디 아트

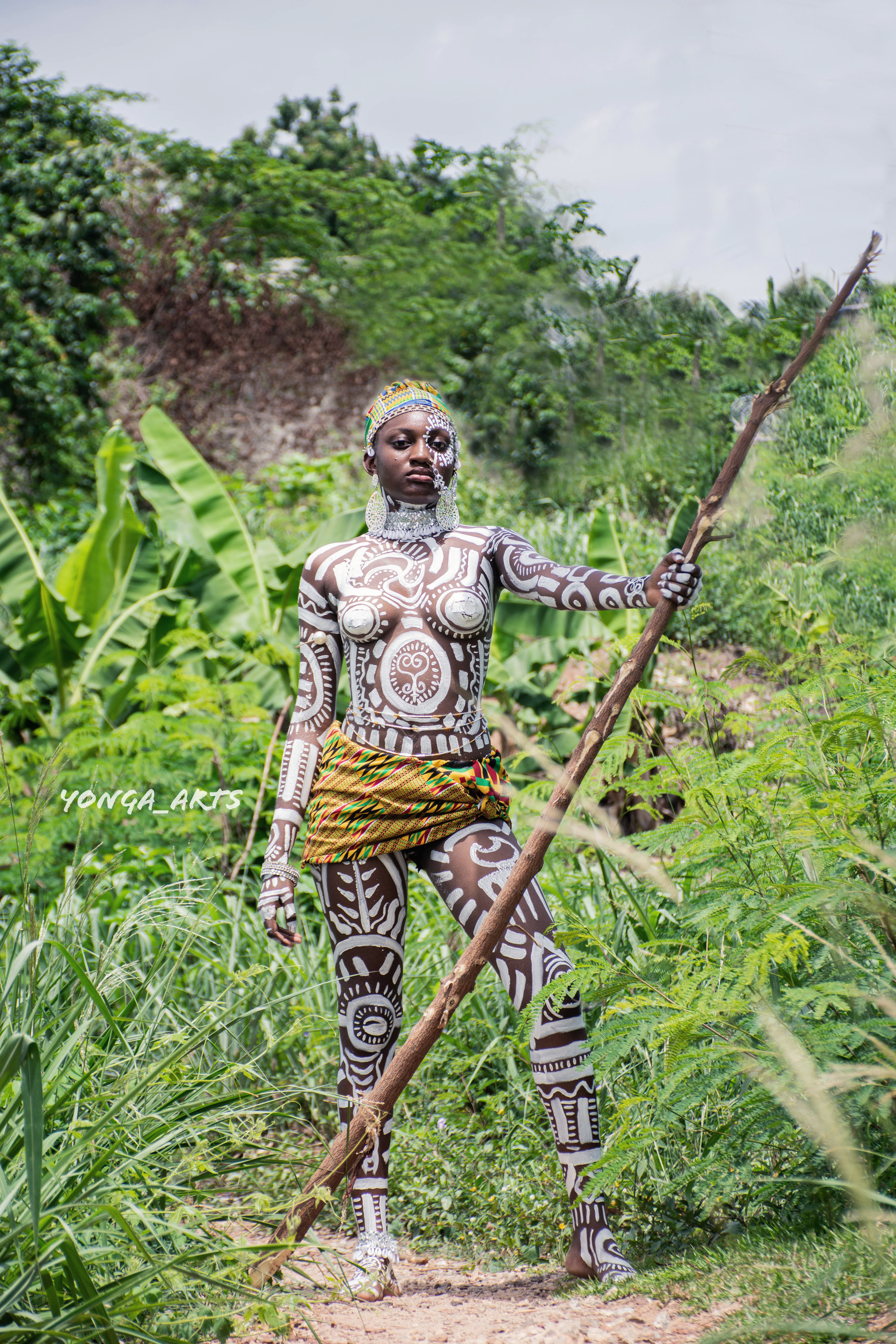
보디 페인팅

보디 아트(body art)는 인체 위에 행하는 예술이다. 가장 일반적인 형태의 보디 아트는 문신, 피어싱이다. 그 밖의 종류로는 난절법, 브랜딩, 피하 이식, 메스, 셰이핑, 전신 문신. 보디 페인팅이 있다.
보디 아트는 행위 예술의 하위 분류이며, 예술가들은 자신의 몸을 사용하거나 남용하여 이야기하고픈 무언가를 남긴다. 더 극심한 보디 아트에는 수족 등의 절단, 신체를 육체적 한계까지 억누르는 일 등이 수반된다.

## 배경
프랑스에서 보디 아트는 art corporel이라 부르며 Michel Journiac, Gina Pane 등의 예술가들에 의해 수행된다. 이탈리아에서는 1980년대에 이 운동을 실천하는 유명한 예술가들 가운데 한 명으로 Ketty La Rocca가 있다.

## 같이 보기
- 신체 개조
- 행위 예술